# Baltimore Open 1980
Il Baltimore Open 1980 è stato un torneo di tennis giocato sul sintetico indoor. È stata la 9ª edizione del Baltimore Open, che fa parte del Volvo Grand Prix 1980. Si è giocato a Baltimora negli Stati Uniti, dal 14 al 20 gennaio 1980.

## Campioni

### Singolare
Harold Solomon ha battuto in finale  Tim Gullikson con il punteggio di 7–6, 6–0

### Doppio
Tim Gullikson /  Marty Riessen hanno battuto in finale  Brian Gottfried /  Frew McMillan con il punteggio di 2–6, 6–3, 6–4